# Bladtjärnen (Los socken, Hälsingland)
Bladtjärnen är en sjö i Ljusdals kommun i Hälsingland och ingår i Ljusnans huvudavrinningsområde.